# Rhynchodoras woodsi
Rhynchodoras woodsi is een straalvinnige vissensoort uit de familie van de doornmeervallen (Doradidae). De wetenschappelijke naam van de soort is voor het eerst geldig gepubliceerd in 1976 door Glodek.